# Jurij Mihajlovics Kucenko
Jurij Mihajlovics Kucenko, oroszul: Юрий Михайлович Куценко (Tavrovo, 1952. május 23. – Belgorod, 2018. május 22.) olimpiai ezüstérmes szovjet-orosz atléta, tízpróbázó.

## Pályafutása
Az 1978-as atlétikai Európa-bajnokságon ötödik helyezést ért el. 1980 májusában szovjet bajnokságot nyert. Az 1980-as moszkvai olimpián tízpróbában ezüstérmet szerzett.

## Sikerei, díjai
- Olimpiai játékok – tízpróba
  - ezüstérmes: 1980, Moszkva
- Szovjet bajnokság – tízpróba
  - aranyérmes: 1980